# Code de la commande publique
Pour les articles homonymes, voir CCP.
Lire en ligne

Texte de l'édition 2019 sur Légifrance

Code des marchés publics (indirectement)
Le code de la commande publique (CCP) est un code juridique français regroupant les dispositions régissant les contrats de la commande publique, suivant une distinction entre les marchés publics et les concessions. Il est issu de l'ordonnance no 2018-1074 du 26 novembre 2018 et du décret no 2018-1075 du 3 décembre 2018. Entré en vigueur le 1er avril 2019, il prend la suite du code des marchés publics désormais abrogé.

## Historique

### Précédentes tentatives
Dans le cadre de la relance de la codification du droit français, la circulaire du 30 mai 1996 relative à la codification des textes législatifs et réglementaires prévoyait la création d'un code des marchés publics et autres contrats d'intérêt général. Cette première tentative n'aboutit cependant pas. Le Gouvernement se borne à adopter un code des marchés publics en 2001 et en 2004.
Par la suite, la loi no 2004-1343 du 9 décembre 2004 de simplification du droit habilitait le Gouvernement à adopter la partie législative d'un code de la commande publique, mais cette seconde tentative ne débouche pas sur l'adoption dudit code. Il est simplement adopté un nouveau code des marchés publics en 2006, les contrats de délégation de service public restant régis par la loi Sapin de 1993 et par le code général des collectivités territoriales.
En 2009, l'article 33 du projet de loi pour l'accélération des programmes de construction et d'investissement publics et privés habilite à nouveau le Gouvernement à réaliser par ordonnance un code de la commande publique, mais cette disposition est censurée par le Conseil constitutionnel car elle constitue un cavalier législatif.

### Relance du processus de codification

#### Regroupement de textes épars
La volonté de codifier l'ensemble des textes régissant la commande publique remonte à la refonte des directives marchés publics et concession opérée en 2014. La transposition de ces directives permet de regrouper un grand nombre de textes épars en deux ordonnances, une ordonnance n° 2015-899 du 23 juillet 2015 relative aux marchés publics et une ordonnance n° 2016-65 du 29 janvier 2016 relative aux contrats de concession, et deux décrets, le décret n° 2016-360 du 25 mars 2016 relatif aux marchés publics et le décret no 2016-86 du 1er février 2016 relatif aux contrats de concession. Il est notamment procédé à l'abrogation du code des marchés publics de 2006. Ce regroupement de textes prépare l'entreprise de codification des textes de la commande publique ; de nombreux textes restent encore non codifiés.

#### Habilitation du Gouvernement
Le Gouvernement obtient alors une habilitation, lors du vote de la loi Sapin II, de codifier les règles de la commande publique dans un texte unique. L'article 38 de la loi du 9 décembre 2016 relative à la transparence, à la lutte contre la corruption et à la modernisation de la vie économique dispose que :

« Dans les conditions prévues à l'article 38 de la Constitution, le Gouvernement est autorisé à procéder par voie d'ordonnance, dans un délai de vingt-quatre mois à compter de la promulgation de la présente loi, à l'adoption de la partie législative du code de la commande publique. Ce code regroupe et organise les règles relatives aux différents contrats de la commande publique qui s'analysent, au sens du droit de l'Union européenne, comme des marchés publics et des contrats de concession. Les règles codifiées sont celles en vigueur à la date de publication de l'ordonnance ainsi que, le cas échéant, les dispositions déjà publiées mais non encore entrées en vigueur à cette date. »

#### Rédaction du code
Pendant près de 24 mois, le chantier de codification, porté par le ministère de l’Économie et des Finances, se déroule de manière collaborative avec l’ensemble des acteurs de la commande publique, aussi bien privés que publics. La rédaction du projet de code nécessite ainsi dix-sept réunions de la Commission supérieure de codification et vingt et une séances de travail avec les trois rapporteurs du Conseil d’État. Une consultation publique sur le projet du code de la commande publique a lieu du 23 avril au 28 mai 2018 inclus et permet de recueillir près de 770 observations émanant de toutes les parties prenantes de la commande publique.
L'ordonnance relative à la partie législative du code est présentée le lundi 26 novembre 2018 lors du Conseil des ministres par Agnès Pannier-Runacher, secrétaire d’État auprès de Bruno Le Maire, ministre de l’Économie et des Finances.

#### Publication du code
L'ordonnance portant partie législative du code de la commande publique est signée le 26 novembre 2018 par le Président de la République, tandis que le décret portant partie réglementaire du code est signé le 3 décembre 2018 par le Premier ministre. Les deux textes sont publiés au Journal officiel le 5 décembre suivant.

## Ambitions du code

### Codification à droit constant
La codification s'effectue à droit constant. Afin de répondre à l'objectif de simplification et d'accessibilité du droit, le code fait ressortir « les principes directeurs de la commande publique et [établit], de manière cohérente, les régimes de passation et d'exécution des contrats » par la codification de jurisprudences établies.
Sont ainsi codifiées dans le titre préliminaire du code la liberté pour les personnes publiques d'utiliser leurs propres moyens ou d'avoir recours à un contrat de la commande publique (article L. 1), le pouvoir de contrôle de l'autorité contractante sur l'exécution du contrat, l'indemnisation du cocontractant en cas d'imprévision défini comme un « évènement extérieur aux parties, imprévisible et bouleversant temporairement l'équilibre du contrat », la modification unilatérale du contrat par la personne publique ou encore la résiliation pour motif d'intérêt général (article L. 6), ou la résiliation en cas de force majeure (articles L. 2195-2 et L. 3136-2) ou de faute du cocontractant (articles L. 2195-3 et L. 3136-3). Est également codifiée la définition de l'offre anormalement basse (article L. 2152-5), tout comme la définition des biens de retour, des biens de reprise et des biens propres dans le cadre d'une concession de service public (article L. 3132-4).

### Rassemblement de textes épars
Selon le communiqué de presse du ministère de l'Économie et des Finances, le code de la commande publique a vocation à « simplifier et à moderniser le droit de la commande publique » en réunissant « les quelque 30 textes utilisés quotidiennement par les acheteurs et les entreprises. » Il comprend à l'origine 1 747 articles. Le code rassemble ainsi des textes épars relatifs à la maîtrise d’ouvrage publique et à ses relations avec la maîtrise d’œuvre privée, à la sous-traitance, aux délais de paiement ou à la facturation électronique.

## Modifications ultérieures du code

### Décret du 24 décembre 2018
Un décret no 2018-1225 du 24 décembre 2018 modifie le code de la commande publique, avant son entrée en vigueur, notamment en introduisant des mesures relatives à la révision de prix des marchés publics, au montant des avances et de la retenue de garantie dans les marchés publics, ainsi qu'à la dématérialisation de la commande publique.